# Friedrich List
Friedrich List (ur. 6 sierpnia 1789 w Reutlingen, zm. 30 listopada 1846 w Kufstein) – niemiecki XIX-wieczny ekonomista, twórca niemieckiej ekonomii politycznej, zwolennik protekcjonizmu. Jego prace stały się podstawą rozwinięcia szkoły ekonomii amerykańskiej zwanej też „System Narodowy”. Jest uznawany za jednego z czołowych prekursorów niemieckiej szkoły ekonomii, europejskiego myśliciela, którego idee zjednoczonej Europy oraz prace stanowiły podstawy kształtowania się rozwoju Europejskiej Wspólnoty Gospodarczej.

## Życiorys
Urodzony w rodzinie garbarza wybrał karierę urzędnika państwowego. W 1816 został podsekretarzem w ministerstwie, zaś w 1817 profesorem polityki i administracji na uniwersytecie w Tybindze. Był również deputowanym do rady Wirtembergii, gdzie dał się poznać jako aktywny zwolennik reform w administracji.
W 1822 skazany na 10 miesięcy więzienia i ciężkich robót uciekł do Alzacji. Przebywał we Francji i Anglii, a w 1824 powrócił, aby dokończyć odbywanie kary. Zwolniony pod warunkiem emigracji, osiadł w USA, gdzie przebywał w latach 1825–1832. Nabył znaczne obszary ziemi i początkowo zajmował się farmerstwem, a następnie dziennikarstwem. Odkrycie złóż węgla na jego terenach dało mu niezależność finansową. Od 1832 był konsulem USA w Lipsku.
W wyniku kryzysu finansowego stracił większość majątku, a później podupadł na zdrowiu. 30 listopada 1846 popełnił samobójstwo.

## Poglądy

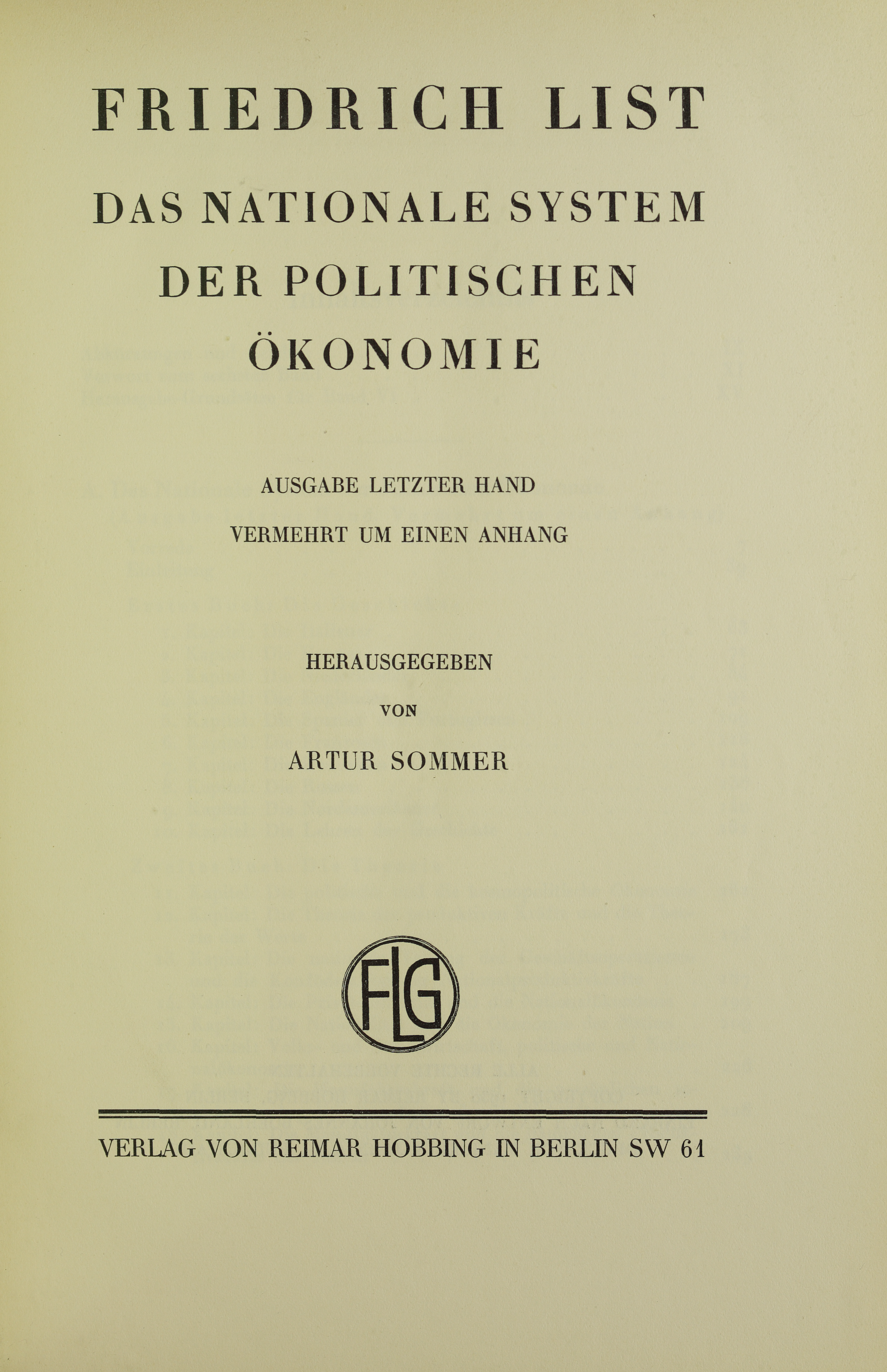
Friedrich List, Nationale System der politischen Ökonomie (wyd. 1930)

Uważał, że bogactwo oraz rozwój ekonomiczny narodu jako całości jest najważniejsze i można poświęcić w tym celu pomyślność jednostek, a nawet pokoleń. Państwo powinno tak regulować gospodarkę (cła, żeglugę), aby zapewnić wzrost potęgi narodu, mimo konkurencji ze strony innych narodów. Dopiero po osiągnięciu odpowiedniego stopnia rozwoju, gdy konkurencja ze strony innych narodów nie jest groźna, należy znosić bariery i promować współpracę międzynarodową.
Był zwolennikiem rozwoju przemysłu Niemiec, a zwłaszcza gorącym orędownikiem rozbudowy kolei. Wskazywał, że rozbudowana sieć kolejowa ma znaczenie militarne (łatwe przemieszczanie wojsk), gospodarcze (przewóz materiałów i towarów), socjalne (zmniejsza lokalne braki w towarach i żywności), a także kulturalne (łatwy dostęp do świata kultury) i narodowotwórcze (przełamuje izolację lokalnych grup).
Uważany za jednego z głównych twórców Niemieckiego Związku Celnego.
Jego poglądy trafiły nie tylko do ekonomistów, ale były przyjęte przez praktyków (w tym Bismarcka), stając się podstawą budowy potęgi gospodarczej Niemiec XIX i XX wieku.